# Yagua

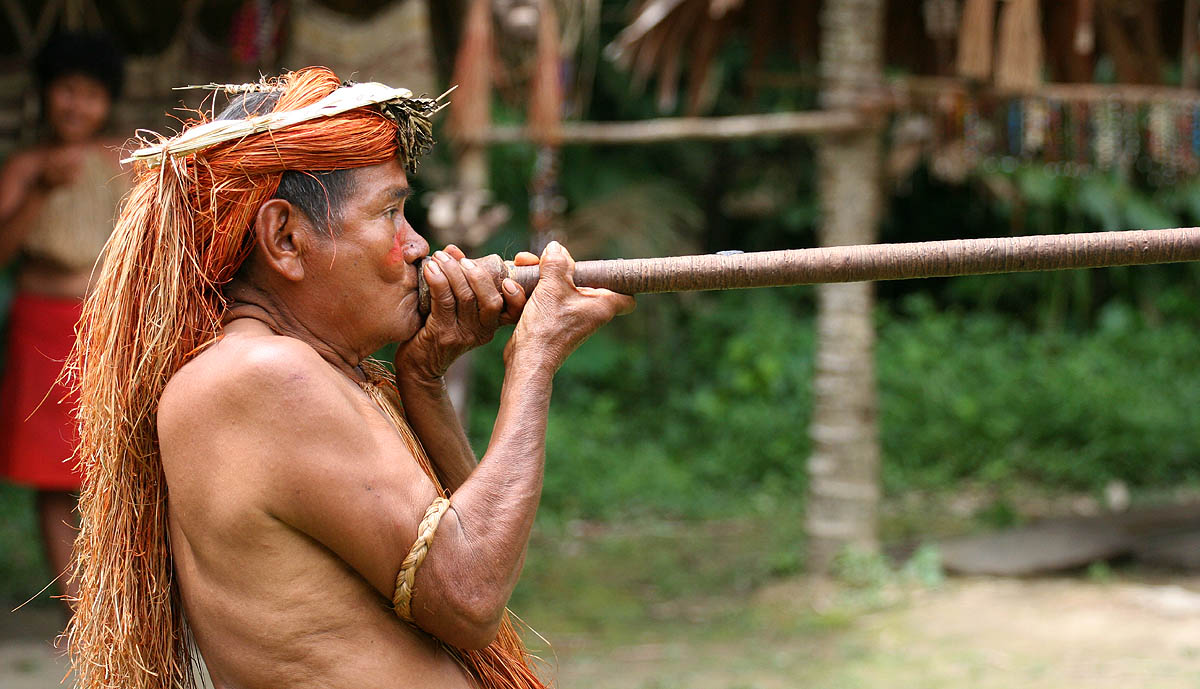
Un membro degli Yagua mostra come si usa una punaca, vicino a Iquitos, in Perù.

Gli Yagua sono un gruppo indigeno che abita nella regione nord-est del Perù che conta circa 3.000-4.000 abitanti. Attualmente, vivono vicino al Rio delle Amazzoni, Rio Napo, Putumayo e Yavarí. Fejos (1943) e P. Powlison (1985) hanno descritto questi gruppi indigeni. La storia e le migrazioni degli Yagua sono documentati in Chaumeil (1983). Nel 2005 alcuni Yagua sono migrati a nord in Colombia, vicino alla città di Leticia.

## Luogo
Attualmente gli Yagua vivono in 30 comunità sparse per una sezione della Amazzonia peruviana e colombiana, che può essere sommariamente descritta come un rettangolo largo 320 km e lungo 560 km (area 179200 km quadri) che si estende a sud dal secondo al quinto parallelo e a ovest dal settantesimo al settantacinquesimo meridiano (Powlison, 1969).
La popolazione attuale, circa 3000 persone, è capace di parlare spagnolo a diversi livelli di competenza. Tre quarti delle donne e un quarto degli uomini invece parlano solo la lingua Yagua.

## Etimologia
Ci sono due possibili etimologie per il termine 'Yagua', entrambe delle quali hanno origine al di fuori della lingua Yagua. Il termine Quechua yawar significa 'sangue' o 'colore del sangue', ed è associato al nome Yagua in quanto questi indigeni si pitturavano il volto con achiote, i semi della pianta Bixa orellana.
Durante il periodo precedente la conquista spagnola, gli Yaguas erano a stretto contatto con gli Inca, al punto che nella loro lingua vi sono più prestiti dalla lingua Quechua che dalla lingua spagnola. In Quechua il popolo Yagua viene indicato come yawar runa, 'la gente di colore rosso sangue', e la parola yawar è entrata nello spagnolo come yagua.
Il termine yagua in spagnolo significa 'palma reale'. Questo termine potrebbe essere stato dato agli Yagua da esploratori spagnoli perché gran parte degli abiti di questi indios sono fatti di fibre di palma.
La sola parola nativa che si riferisce al popolo è nijyaamíy, che significa "popolo", "gente". La parola è usata spesso in contrasto con mááy "gente bianca", e munuñúmiy, selvaggi", "nemici", o "non-Yagua". nijyaamíy è anche il termine generico per indicare gli esseri umani.

## Storia
Francisco de Orellana incontrò questi indigeni nel gennaio 1542. Durante l'esplorazione della zona oggi conosciuta come Pebas, arrivò a un villaggio chiamato Aparia, e catturò due capi, Aparia e Dirimara, e anche altri (Medina 1934:257). Questi nome potrebbero essere venuti dalle parole Yagua (j)ápiiryá, "clan del macaw rosso" e rimyurá, "sciamano". I contatti frequenti con gli europei iniziarono nel 1686 quando venne creata una missione gesuita a San Joaquin de los Omagua, su una isola del Rio delle Amazzoni forse vicina a ciò che ora è la foce del Rio Ampiyacu (Chaumeil, 1981:18). Anche se questa missione venne stabilita per convertire la gente Cambeba, ci furono senza dubbio dei contatti con gli Yaguas. Dal XVII secolo alla seconda metà del XIV secolo, il contatto con gli Yaguas avvenne tramite missionari Gesuiti e Francescani. All'inizio del XVIII secolo delle truppe portoghesi attaccarono le missioni spagnole nella regione amazzonica, causando la dispersione di diverse tribù e uccidendo molti membri. (Espinosa, 1955).
La dispersione geografica attuale degli Yagua, comunque, è stata causata principalmente dagli effetti della "corsa al caucciù" alla fine del XIV secolo e inizio del XX secolo. Gli europei giunsero nella loro regione dal Brasile e iniziarono a sfruttare gli indigeni per estrarre il lattice dalle piante della foresta. Molti Yaguas morirono nei conflitti e a causa delle malattie. A partire da quel periodo il senso di unione culturale degli Yagua è declinato.

## Sociologia
La distanza dei villaggi rende difficile l'interazione tra persone di zone diverse. Tutta l'attività economica viene svolta con gente non-Yagua. 
Nonostante ciò la cultura Yagua continua a essere florida, specialmente nelle comunità più grandi e isolate. Alcuni bambini crescono parlando solo la lingua Yagua.

## Lingua
A causa della dispersione geografica, combinata con problemi economici e socio-linguistici, l'uso della lingua Yagua è in declino. Greenberg (1960), Loukotka (1968), e "Voegelin e Voegelin"(1977) classificano Yagua come l'unica lingua della famiglia Peba-Yagua, facente parte del phylum Ge-Pano-Caribe.
Le sole lingue documentate che sono correlate a questa sono Peba (Rivet, 1911) e Yameo (Espinosa, 1955), entrambe delle quali sono estinte. L'esistenza dei phyla Ge-Pano-Caribe e  Ande-Equatoriale non è stata comunque sufficientemente documentata, e quindi non esiste una reale maniera di identificare la correlazione delle lingue Yagua.

## Riferimenti
- Chaumeil, J. P.  1983.  Historia y migraciones de los yagua.  Lima: Peru.
- Fejos, Paul.  1943.  Ethnology of the Yagua.  Viking.
- Powlison, Paul.  1985.  Yagua Mythology: Epic Tendencies in a New World Mythology.  Dallas:
- Handbook of Amazonian languages, vol. 2, ed. by Desmond C. Derbyshire and Geoffrey Pullum. The Hague: Mouton.
- Payne, Thomas E. 1993. The Twin Stories: Participant Coding in Yagua Narrative. Los Angeles: University of California Press.